# 黒人とスイカのステレオタイプ

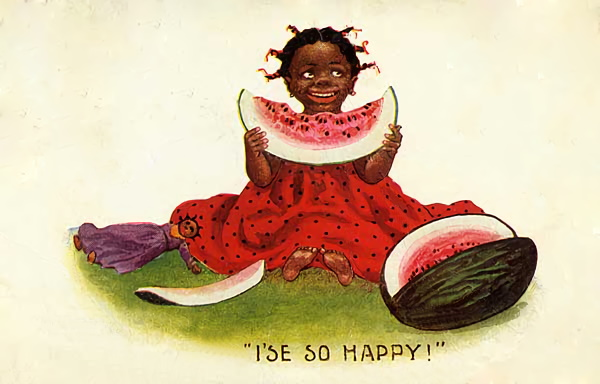
1909年の郵便はがき。「あたしとっても幸せ！」

黒人とスイカのステレオタイプとは、アメリカ合衆国の黒人がスイカに対して尋常でない食欲を示すという人種差別的ステレオタイプである。この偏見は21世紀になっても広くみられた。

## 歴史
すでに19世紀にはアメリカにおいて肖像や図像によって人種差別的な表現を行う場合、スイカが有力なシンボルの一つとなっていた。このステレオタイプは事実において疑問符がつく。1994年から1996年にかけておこなわれたある調査では、当時アメリカの人口の12.5%を占めていた黒人のスイカの消費量は国内の11.1%程度だったことが明らかにされている。
この人種的偏見が正確にはどういった出自をもつのかはいまもはっきりしていないが、黒人とスイカの連想自体は奴隷制の時代まで遡ることができる。この制度の擁護者は、黒人がスイカとわずかな休息さえ与えていれば幸せを感じる単純な人間たちであることを示そうとしてこの果物を利用したのである。
また、一説では南北戦争後、南部の地域では元奴隷が私用土地でスイカを栽培し、換金作物として販売しており、そのため黒人にとっては、スイカは解放と自立の象徴であった。しかし、多数派の白人文化圏にとっては、スイカは支配の喪失、又は失の危機を体現するものであった。南部白人の黒人に対する恨みは、スイカを使ってアフリカ系アメリカ人をだらしなく、幼稚で、怠け者で、世間的に恥ずかしい存在として貶めようとする文化風刺画とステレオタイプを生み出した。
そういった固定観念は、ミンストレル・ショーにも受け継がれている。この演芸ではよく黒人たちが、無知で怠け者で、歌や踊りにふけるばかりか、法外なほどにスイカを好む人種として描かれている。
19世紀から20世紀の半ばにかけての数十年間で、スイカと黒人のステレオタイプは印刷物や映画、彫刻に描かれ、戯画化され、日用品にあしらうデザインとして一般的にさえなっていた。2008年のバラク・オバマの大統領選挙とその後の行政においても、オバマの対立者はスイカのイメージをよく用いた。国務長官であったコンドリーザ・ライスもまた政敵から投げつけられるスイカのイメージに耐えねばならなかった政治家の一人である。
またこういった背景もあり、アメリカでは黒人に対してスイカを送る事は人種差別と判断される。2017年10月、デトロイト市消防局の見習い消防士であったロバート・パティソンは「人種差別を行った」として解雇された。彼が配属先の消防署にスイカを持ち込んだことが原因。パティンソンは配属に先立ち、同局第2大隊長のショーン・マッカーティから「義務ではなく有志でだけど、何か手土産を持ってきて欲しい。手土産は大抵はドーナツだが、他に何か良いと思うものがあればそれを持ってきてくれ」と告げられた。パティンソンはスイカをピンクのリボンで包装し、配属先となる第55ポンプ隊のある消防署へ持ち込んだ。パティンソンはこの行為について後にFOXニュースの取材に回答し、「あれは冗談でもなければ人種差別でもない」と述べている。しかしこの手土産に対し何人かのアフリカ系の消防士は即座に人種差別だと考えたと言う。第55ポンプ隊の消防士の90%はアフリカ系であった。消防局は「差別に対する不寛容方針」に基づいてパティンソンを解雇した。

## 大衆文化

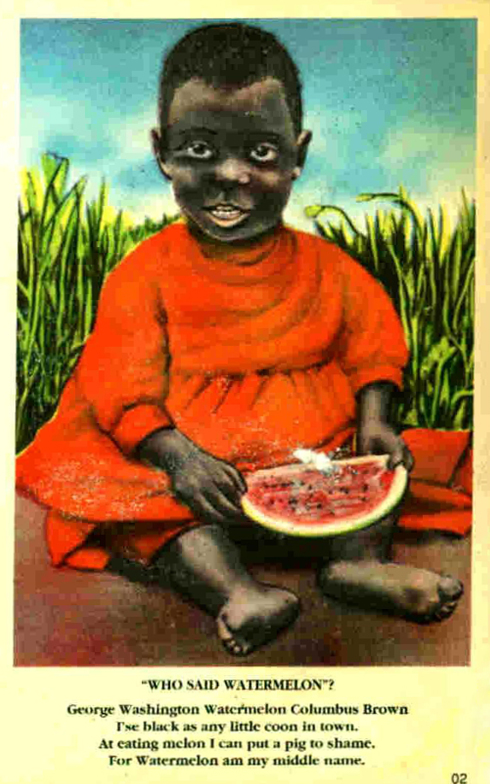
1900年代はじめの「黒人のがき」(pickaninny) を描いた漫画。スイカを食べる黒人の少年に、ステレオタイプを交えた文章が添えられている

黒人とスイカのつながりは、黒人の芸人たちがショーで歌ったポピュラーソングによって広く知られるようになったともいえる。「スイカのうた」("The Watermelon Song") などの歌は1870年代に印字され、記録として残されている。1893年のシカゴ万国博覧会は、黒人の芸人たちが出演する「カラード・ピープルズ・デイ」を抱き込むことを計画し、黒人の客にスイカをただで振る舞おうとした。展覧会の主催者たちはそれで黒人を惹きつけようとしたのである。しかしその計画は頓挫し、この街の黒人コミュニティは展覧会をボイコットし、カラード・ピープルズ・デイに出席する多くの演者たちと行動を共にした。

### スイカ映画
19世紀の終わりには、「スイカ映画」というちょっとしたジャンルが存在した。黒人の典型的な日常とみなされたスイカの消費やケークウォーク、にわとり泥棒などを描く風刺映画的なジャンルであり、スイカをタイトルに冠した作品がいくつもつくられた。こうした映画に登場する黒人たちは、はじめこそ黒人の俳優によって演じられたが、1903年ごろから顔を黒塗りした白人が演じるようになっていった。
多くの映画が黒人たちを制御不能といってよいほどスイカに食欲を示す存在として描いた。例えば「スイカ競争」（1896年）などには、黒人が汁と種を口から次々に吐き出し素早く果物を食べるシーンがある。作家のノヴォトニー・ローレンスは、こうした場面には食欲を黒人男性の性欲になぞらえる文脈があると指摘している。つまり「黒人は、この果物を愛し求めるのと同じくちで、セックスを求めるのだ…。要するに、黒人男性はスイカを「欲する」し、誰がもっとも食べられるのかを常にみわけようとしている。その指標となるのが、とめどなくスイカをむさぼる黒人男性によって描かれる「食欲」の強さなのである。
1900年代初めの郵便はがきはよく黒人を「スイカを食べていれば幸せ」という動物じみた存在として描いている。こうしたカードは「黒んぼはがき」("Coon cards") として人気があり、スイカを盗んだり奪い合ったり、スイカそのものになってしまったりする黒人を絵にしていた。1900年代初頭のあるはがきの一節によれば、
ジョージ・ワシントン・スイカ・コロンバス・ブラウン
ぼくは街のちいさな黒んぼ
スイカにかけちゃあ豚も真っ青
スイカはぼくのミドルネームさ
1916年3月、ハリー・ブラウンが「ニガーはスイカが好き」を収録しているが、こうした曲はこの時期ポピュラーであり、多くがこのスイカと黒人のステレオタイプを利用していた。映画『風と共に去りぬ』の台本には、スカーレット・オハラの奴隷であるプリシーがスイカを食べる場面がある（この役に扮するバタフライ・マクイーンはそれを演ずることを拒否している）。1970年ごろになるとこうしたステレオタイプも流行らなくなるが、いくつかの映画にみられるような影響力はまだ持っていたし、2000年代にはいっても数多くの人種差別ジョークにスイカは登場するのである。
現代においても黒人に対して批判を行うものがしばしば引き合いに出すのがスイカである。バラク・オバマがスイカを食べる人種差別的なイラストは大統領選挙のあいだウィルス･メールとなって各所に広がった。この選挙の後も、スイカとオバマという題材は繰り返され、流布していくことになる。
2009年2月、ロス・アラミトス市長（かつ共和党オレンジ郡中央委員会メンバー）のディーン・グロスはホワイトハウスに人種差別的とされたメールを送ったあとで（すぐに撤回したとはいえ）辞任を表明した。メールには、ホワイトハウスの芝生にスイカを植えた絵がついていた。グロスはスイカのステレオタイプに不注意であったと述べている。ケンタッキー州にあるオバマがスイカを抱えた像も批判を浴びたことがある。像の所有者は、スイカを持っているのは「（像が）立ちっぱなしなので腹を空かせたのだろう」から、と語った。
2014年10月、ボストン・ヘラルド紙はホワイト・ハウスに男が侵入した事件を揶揄し、侵入者がオバマにスイカ味の歯磨き粉を試さないのかと尋ねる風刺画を掲載して物議を醸した。

## 資料

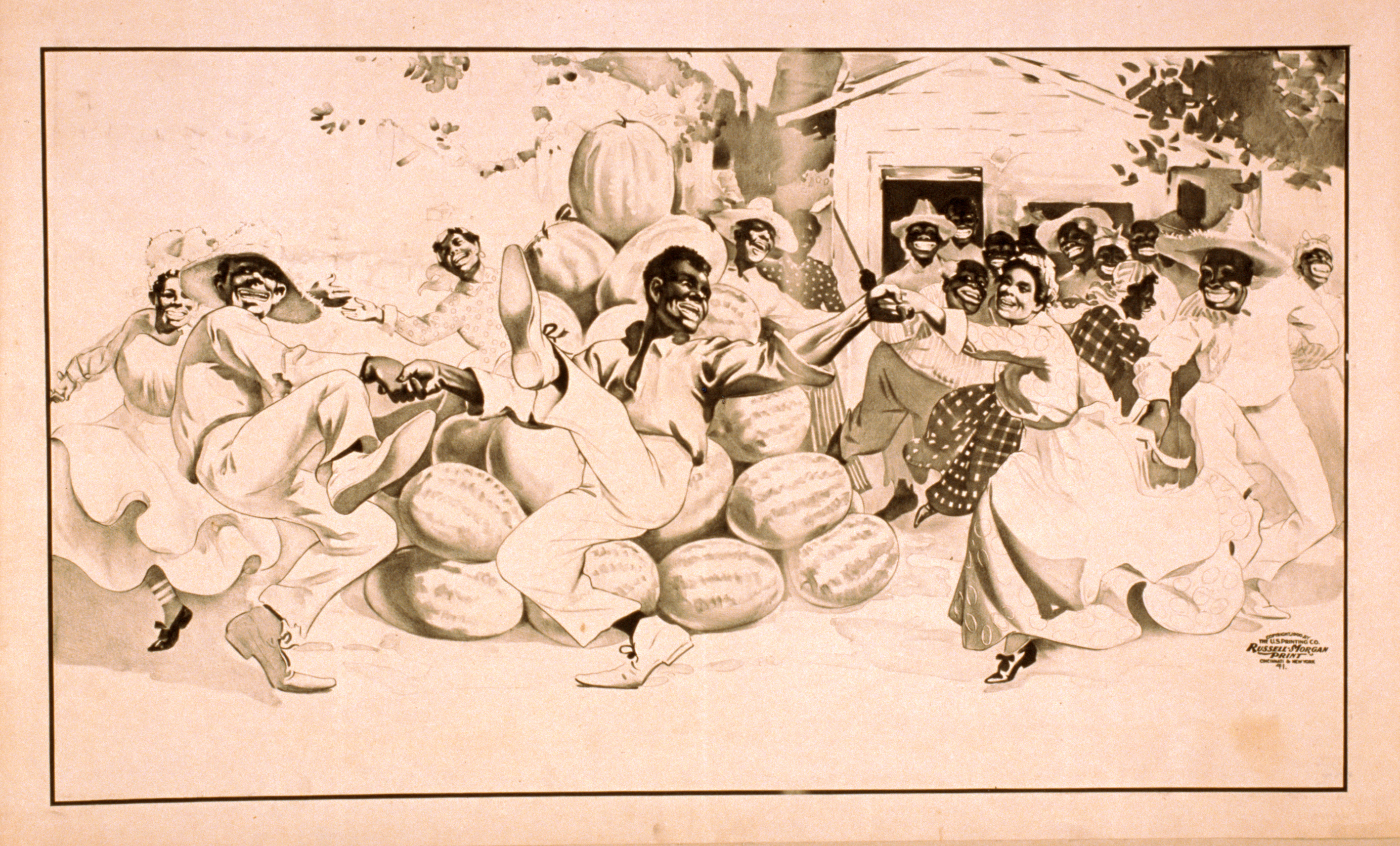
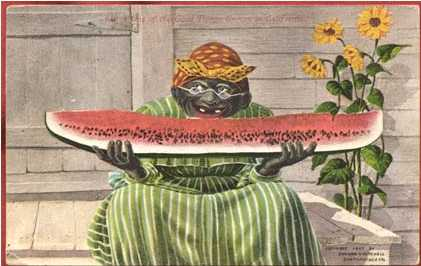
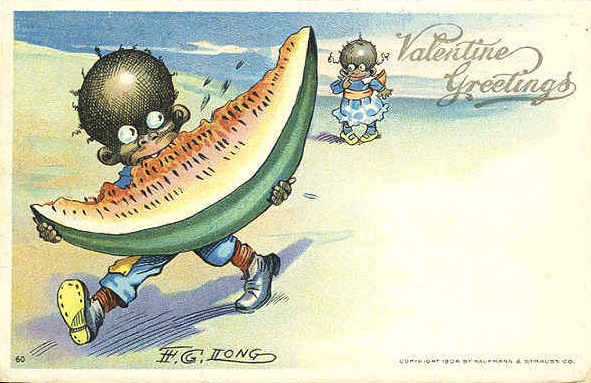
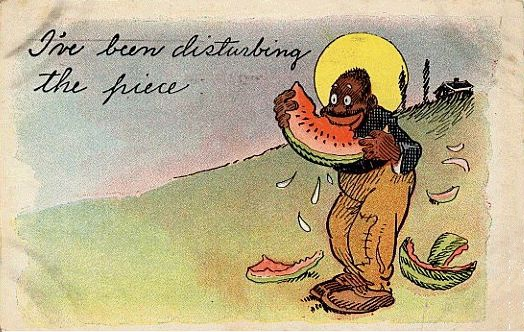
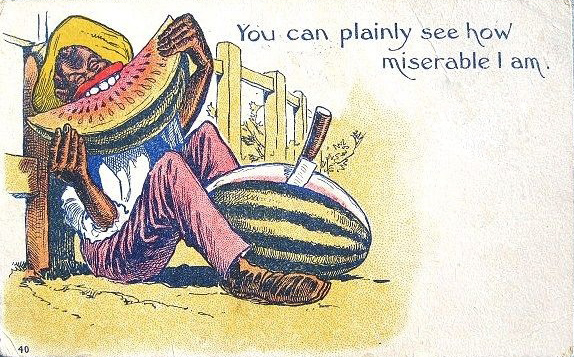
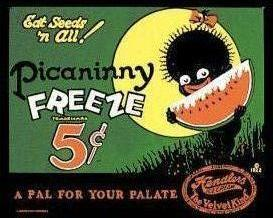